# Francesco Zagatti
Francesco Zagatti (* 18. April 1932 in Venaria Reale; † 7. März 2009 in Mailand) war ein italienischer Fußballspieler und -trainer. Schon als Aktiver mit dem AC Mailand sehr erfolgreich, coachte er diesen Verein später auch in mehreren Funktionen.

## Karriere
Francesco Zagatti wurde am 18. April 1932 in Venaria Reale, einer Kleinstadt in der piemontischen Provinz Turin, geboren. Schon ab der Jugend spielte er für den italienischen Topverein AC Mailand Fußball und schaffte dort im Sommer 1952 nach vier Jahren in der Jugend die Aufnahme in die Profimannschaft, die damals zu den besten Mannschaften der italienischen Eliteliga Serie A zählte. Mit Spielern wie den beiden Schweden Nils Liedholm und Gunnar Nordahl, dem Uruguayer Juan Schiaffino oder Abwehrspieler Cesare Maldini holte Zagatti seine erste italienische Meisterschaft mit Milan in der Saison 1954/55. Hier beendete man die Spielzeit als Erster mit einem Vorsprung von sechs Punkten vor dem später disqualifizierten engsten Verfolger Udinese Calcio. Der junge Abwehrspieler gehörte mit 22 Saisoneinsätzen dabei zur Stammmannschaft des neuen italienischen Meisters. Zwei Jahre später konnte man diesen Erfolg wiederholen, diesmal wurde der erste Platz in der Serie A mit sechs Punkten vor Titelverteidiger ACF Fiorentina belegt. Bereits ein Jahr zuvor war der Gewinn der Coupe Latine. Die vorletzte Ausgabe des Vorgängerwettbewerbs des Europapokals der Landesmeister gewann das Team mit 3:1 im Endspiel gegen Athletic Bilbao aus Spanien. Es waren jene Jahre, in denen Francesco Zagatti zeitweise sogar Kapitän des AC Mailand war, und erneut zwei Jahre nach der Meisterschaft von 1957 gelang der dritte Scudetto für Zagatti mit dem AC Mailand. In der Serie A 1958/59 präsentierte sich das Team von Trainer Luigi Bonizzoni sehr gut und wurde am Ende Meister, drei Punkte vor der Fiorentina. Diesmal dauerte es in der Folge drei Spielzeiten, ehe sich die Mailänder wieder italienischer Fußballmeister nennen durften. Die Serie A 1961/62 beendete man auf Rang eins mit fünf Zählern vor Stadtrivale Inter Mailand. Allerdings war Francesco Zagatti in der Meistersaison 1961/62 schon nicht mehr so richtig Stammspieler im Team des AC Mailand. Gar keinen Einsatz erhielt er dann in der Folgesaison, seiner letzten als aktiver Fußballspieler. Damit war er auch nicht aktiv am bis dato größten Erfolg in der Vereinsgeschichte des AC Mailand beteiligt, der sich am 22. Mai 1963 durch einen 2:1-Finalsieg über den portugiesischen Titelverteidiger Benfica Lissabon den Europapokal der Landesmeister holte.
Francesco Zagatti beendete seine fußballerische Laufbahn 1963 im Alter von 31 Jahren, nachdem er seine gesamte Laufbahn über im Trikot des AC Mailand aufgelaufen war. Seinem Heimatverein blieb er auch danach treu, so coachte er von 1966 bis 1970 die zweite Mannschaft des Klubs. Nach der Entlassung von Italo Galbiati übernahm er Milan in der wohl schwersten Stunde der Vereinsgeschichte. Nach dem Totonero-Skandal gerade wieder in die Serie A aufgestiegen, taumelte der frühere Meister dort dem direkten Wiederabstieg entgegen. Doch auch der für die letzten paar Spieltage engagierte Francesco Zagatti konnte den bitteren Gang zurück in die Serie B nicht abwenden. Zur neuen Zweitligasaison wurde er durch Ilario Castagner abgelöst.
Danach arbeitete Francesco Zagatti nicht mehr als Trainer und zog sich aus dem Fußballgeschäft zurück. Er starb im März 2009 im Alter von 76 Jahren an einer Hepatitis.

## Erfolge
- Europapokalsieger der Pokalsieger: 1×

1962/63 mit dem AC Mailand
- Coupe Latine: 1×

1956 mit dem AC Mailand
- Italienische Meisterschaft: 4×

1954/55, 1956/57, 1958/59 und 1961/62 mit dem AC Mailand
- Torneo di Viareggio: 2×

1952 und 1953 mit dem AC Mailand